# Divina Liturgia

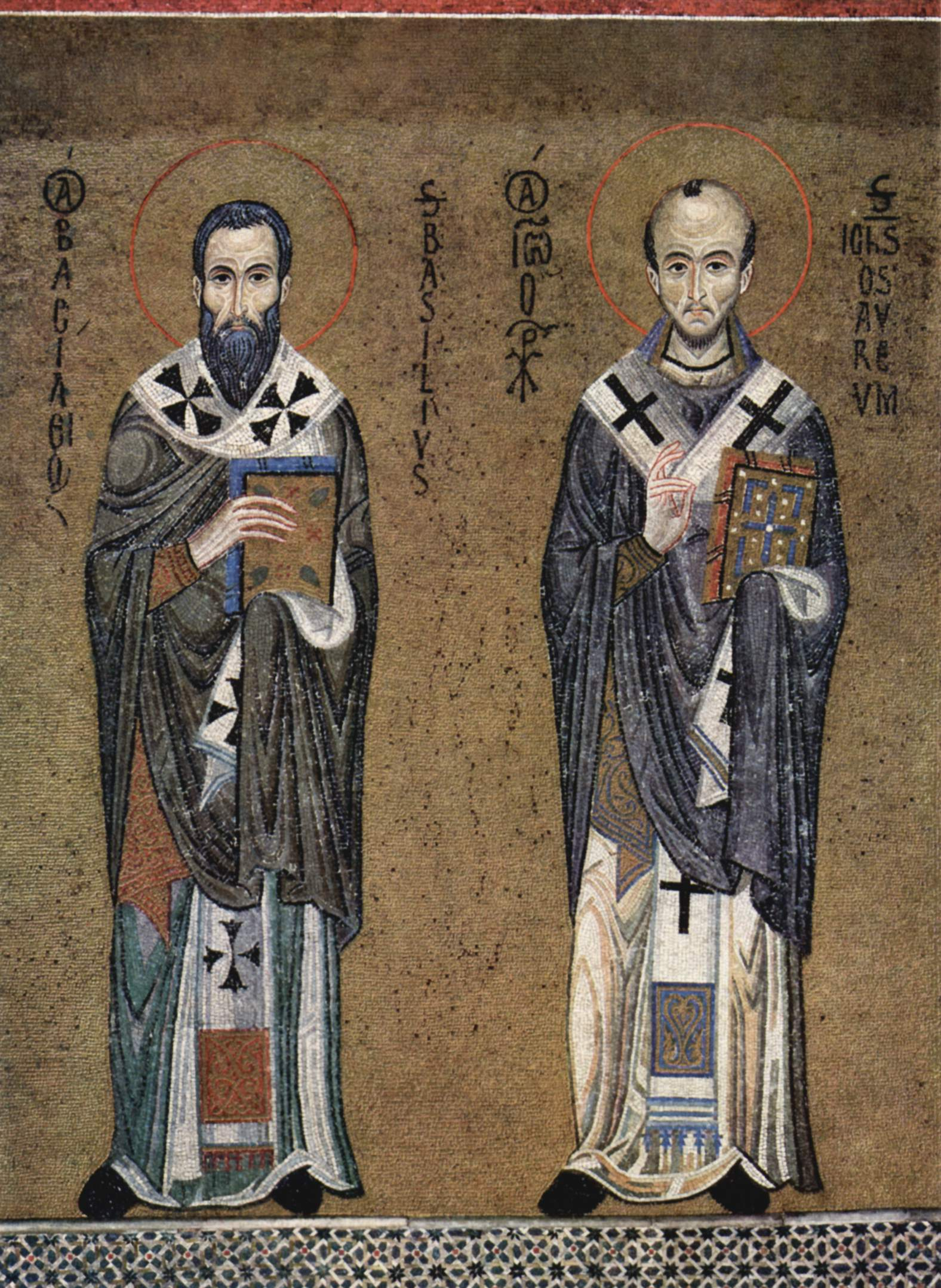
San Basilio Magno y San Juan Crisóstomo, compiladores de la liturgia bizantina.

La Divina Liturgia es la liturgia por el rito bizantino. Se usa en las Iglesias orientales de tradición bizantina, comúnmente conocidas como ortodoxas estén o no en comunión con Roma.
Algunos ortodoxos usan el nombre de «Santa ofrenda». Algunas veces, también en el rito latino, se utiliza esta terminología.
La Divina Liturgia (en griego Θεία Λειτουργία y transliterado  del griego al romano Theia Leitourgia) o Santa Liturgia es el servicio eucarístico del rito bizantino, un rito litúrgico desarrollado a partir del rito antioqueno de la liturgia cristiana que es el del Patriarcado Ecuménico de Constantinopla. Como tal, se utiliza en la Ortodoxos orientales, la Iglesia greco-católicaes y la Iglesia luterana ucraniana. Aunque el mismo término se aplica a veces en inglés al servicio eucarístico de los cristianos armenios, tanto de la Iglesia Apostólica Armenia como de la Iglesia Católica Armenia, utilizan en su propio idioma un término que significa "ofrenda sagrada" o "sacrificio sagrado". Otras iglesias también tratan "Divina Liturgia" simplemente como uno de los muchos nombres que se pueden utilizar, pero no es su término normal.

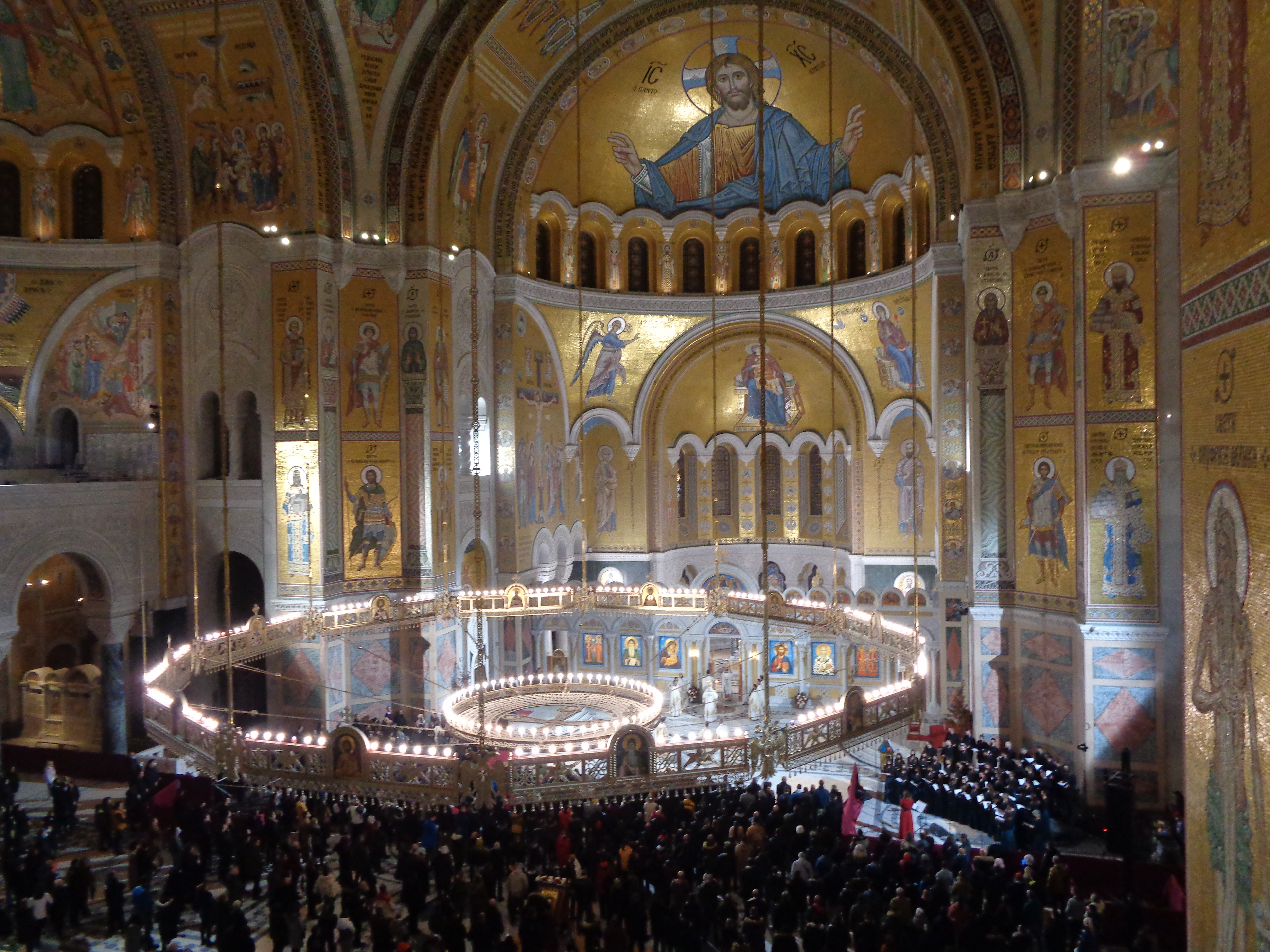
Templo de San Sava, Navidad, Belgrado, 7 de enero de 2021

Las Iglesias greco-católica y ortodoxa consideran que la Divina Liturgia trasciende el tiempo y el mundo. Todos los creyentes son vistos como unidos en adoración en el Reino de Dios junto con los santos difuntos y los  ángeles del cielo. Todo en la liturgia se considera simbólico, pero no sólo eso, ya que hace presente la realidad invisible. Según la tradición y las creencias orientales, las raíces de la liturgia se remontan a la adaptación de la liturgia judía por parte de los primeros cristianos. La primera parte, denominada "Liturgia de los catecúmenos", incluye, como un servicio de sinagoga, la lectura de las Escrituras y, en algunos lugares, quizá un sermón/homilía. La segunda parte se basa en la Última Cena y las primeras celebraciones eucarísticas de los primeros cristianos y se denomina "Liturgia de los fieles". Los cristianos orientales consideran que la Eucaristía es la parte central del servicio en el que participan, ya que creen que el pan y el vino se convierten verdaderamente en el verdadero Cuerpo y  Sangre de Cristo, y que al participar de él se convierten conjuntamente en el Cuerpo de Cristo (es decir, la Iglesia). Cada liturgia tiene sus diferencias con las demás, pero la mayoría son muy similares entre sí, con adaptaciones basadas en la tradición, el propósito, la cultura y la teología.

## Tipos de liturgias
Hay cuatro tipos de Divina Liturgia comúnmente en el rito bizantino:
- La Divina Liturgia de San Juan Crisóstomo (Siglo V), utilizada en la mayoría de los días del año y como liturgia vespertina en la Anunciación.

- La Divina Liturgia de San Basilio Magno, celebrada en los cinco domingos de Cuaresma (el Gran Ayuno) y en la fiesta de San Basilio (1 de enero), en la vigilia de la Navidad y de la Epifanía, el Jueves Santo y el Sábado Santo. Algunos celebran por tradición la Divina Liturgia de San Basilio también en la fiesta de la Exaltación de la Santa Cruz (14 de septiembre). Por lo tanto, esta liturgia se celebra diez u once días al año.

- La Liturgia de los Dones Presantificados (sigloVI) se celebra los miércoles y viernes de Cuaresma y los primeros tres días de la Semana Santa. Consiste esencialmente en el rezo de las vísperas a los cuales se añade la liturgia eucarística, a excepción de la consagración que aparece en precedencia. Tradicionalmente es atribuida al papa Gregorio Magno. En el rito latino se conserva en forma análoga en la liturgia del Viernes Santo.

- Divina Liturgia de Santiago, que tradicionalmente es atribuida al primer obispo de Jerusalén, Santiago el Justo. Viene celebrada una vez al año con ocasión de la fiesta del santo, tradicionalmente sólo en Jerusalén, pero hoy en día también se celebra en otros lugares.

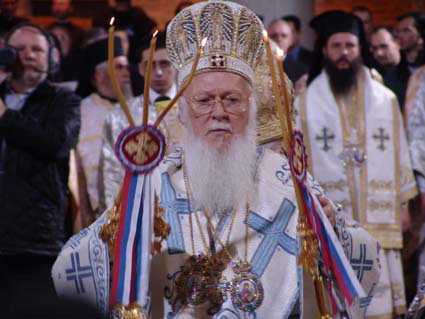
El patriarca de Constantinopla Bartolomé I celebrando la Divina Liturgia.